# Roger Blandford
Roger David Blandford FRS (Grantham, Lincolnshire, 28 de agosto de 1949) é um astrônomo e astrofísico britânico.
É membro da Royal Society, membro da Academia Nacional de Ciências dos Estados Unidos e membro da Academia de Artes e Ciências dos Estados Unidos.